# Данилов Юлій Олександрович
Юлій Олександрович Данилов (21 серпня 1936, Одеса, УРСР — 24 жовтня 2003, Москва, Росія) — російський фізик, математик, історик науки, педагог, перекладач і просвітитель.

## Життєпис
Після закінчення середньої школи служив у Радянській армії, навчався у Військовій академії хімічного захисту. Після демобілізації перевівся на механіко-математичний факультет МДУ, який закінчив 1963 року. Того ж року за розподілом вступив на роботу до Інституту атомної енергії ім. Курчатова, в якому працював до своєї смерті.
Галузі наукових інтересів: теоретико-групові методи, нелінійні коливання, теорія фракталів, теорія множин, математична логіка, синергетика, історія фізики, історія логіки, популярна математика.1971 року отримав медаль міжнародного кеплерівського симпозіуму за найкращу наукову працю, присвячену Кеплеру.
1979 року, за підсумками всесоюзного конкурсу, був визнаний найкращим редактором науково-популярної літератури. За переклади книг Георгія Гамова 1994 року отримав премію та медаль імені Олександра Бєляєва, яку присуджують за досягнення в галузі наукової фантастики.
1996 року разом з академіком Микитою Моісеєвим та Сергієм Капицею став одним із засновників Московського Міжнародного синергетичного форуму.
Наукову та просвітницьку роботу Юлія Данилова високо цінував його друг — лауреат Нобелівської премії Ілля Пригожин, чиї праці він перекладав та коментував. Юлій Данилов — коментатор та перекладач праць А. Тюрінга, Л. Керрола, А. Ейнштейна, Г. Гакена, М. Ґарднера.
Заслуга Юлія Данилова як педагога полягала в тому, що він був постійним автором та членом редколегії журналу «Квант», автором численних олімпіадних задач та головоломок, блискучим лектором.

## Основні наукові праці
- Данилов Ю. А. Групповые свойства уравнений Максвелла и Навье-Стокса. М., препринт ИАЭ-1452. 1967, 15 с.
- Данилов Ю. А. Групповые свойства уравнения Дирака. М., препринт ИАЭ-1736. 1968, 16 с.
- Danilov Yu. A., Kuznetsov G. I., Smorodinsky Ya. A. Study of analytical properties of pentagon Feynman graph by homological method. Дубна, препринт ОИЯИ E2-4717. 1969, 21 с.
- Данилов Ю. А. О нелинейных обобщениях уравнения Дирака, допускающих конформную группу // ТМФ. 1970. Т. 2, № 3. С. 297—301.
- Данилов Ю. А. Групповая классификация нелинейностей и неоднородностей в уравнениях типа Кортевега-де Фриза. М., препринт ИАЭ-2003. 1970, 16 с.
- Данилов Ю. А., Смородинский Я. А.[ru] Кеплер и современная физика // Вестник Академии наук СССР. 1971. № 11. С. 117—123.
- Данилов Ю. А., Смородинский Я. А. Кеплер и современная физика // Природа. 1971. № 12. С. 59-63.
- Danilov Yu. A., Smorodinsky Ya. A. Kepler and modern Physics // In: Vistas in astronomy. Pergamon Press, 1971—1972. P. 699—707.
- Данилов Ю. А., Смородинский Я. А. Иоганн Кеплер: от «Мистерии» до «Германии» // УФН. 1973. Т. 109, Вып. 1. С. 175—209.
- Данилов Ю. А. Кэрролл Л. История с узелками (задачи для больших и маленьких) (пер. с англ) // Пионер. 1973. № 1. С. 72-75; № 3. С. 62-63.
- Данилов Ю. А. Марбургская школа по основам квантовой механики и упорядоченным линейным пространствам // УФН. 1975. Т. 116, вып. 1, С. 175.
- Данилов Ю. А. Групповые свойства уравнения Буссинеска. М., препринт ИАЭ-2928. 1977, 6 с.
- Данилов Ю. А. О линейных «донорах» решений нелинейных уравнений // В сб. «Математические методы в прикладных задачах». Труды МВТУ. 1977. № 256. С. 151—157.
- Данилов Ю. А. О преобразованиях, допускаемых синусным уравнением Гордона и его многомерными обобщениями. М., препринт ИАЭ-2927. 1977, 11 с.
- Данилов Ю. А., Кузнецов Г. И., Смородинский Я. А. Скрытые и геометрические симметрии в квантовой механике (солитоноподобные решения линейных уравнений) // В сб. «Проблемы физики высоких энергий и квантовой теории поля». III Международный семинар. Протвино, 1980. Т. 2. С. 300—314.
- Данилов Ю. А., Кузнецов Г. И., Смородинский Я. А. О симметрии классических и волновых уравнений // ЯФ. 1980. Т. 32, вып. 6 (12). С. 1547—1552.
- Данилов Ю. А. Групповая классификация уравнения Колмогорова-Петровского-Пискунова. М., препринт ИАЭ-3305/1. 1980. 17 с.
- Данилов Ю. А. Групповой анализ системы Тьюринга и её аналогов. М., препринт ИАЭ-3287/1. 1980, 11 с.
- Берман B. C., Данилов Ю. А. О групповых свойствах обобщённого уравнения Ландау-Гинзбурга // ДАН СССР. 1981. Т. 258, вып. 1. С. 67-70.
- Данилов Ю. А., Кузнецов Г. И., Меньшиков Л. И. Нерасплывающиеся волновые пакеты в уравнении Клейна-Гордона // ЯФ. 1981. Т. 34, вып. 5 (11). С. 1413—1417.
- Данилов Ю. А. Теоретико-групповой подход к анализу диссипативных структур // Тезисы докладов Международного симпозиума «Синергетика и кооперативные явления в твёрдых телах и макромолекулах». Таллин, 27 сентября — 1 октября 1982 г. Таллин, 1982. С. 45.
- Данилов Ю. А. Теоретико-групповые свойства математических моделей в биологии // В сб. «Математическая биология развития». М.: Наука, 1982. С. 5-15.
- Данилов Ю. А., Кузнецов Г. И., Смородинский Я. А. Иерархия уравнений в свете их симметрии (теоретико-групповая классификация уравнений классической и квантовой физики) // VIII Всесоюзная конференция по физике электронных и атомных столкновений (VIII ВКЭАС). Ленинград, 26 сентября — 2 октября 1981 г. Л.: 1982. С. 167—168.
- Данилов Ю. А. Математик фон Нейман и его «Математик» // Природа. 1983. № 2. С. 86-87.
- Данилов Ю. А., Кадомцев Б.&nbsp;Б. Что такое синергетика? // В сб. «Нелинейные волны. Самоорганизация». М.: Наука, 1983. С. 30-43.
- Данилов Ю. А., Кузнецов Г. И. Нелинейные уравнения и дифференциальные инварианты. Теоретико-групповые методы в физике // Труды Международного семинара, Звенигород, 24-26 ноября 1982 г. М.: Наука, 1983. Т. 2. С. 450—452.
- Данилов Ю. А., Кузнецов Г. И. Построение оптимальной системы подалгебр конечномерной алгебры Ли. М., препринт ИАЭ-3753/1. 1983, 12 с.
- Данилов Ю. А., Петвиашвили В.&nbsp;И. Солитоны в плазме // В сб. «Итоги науки и техники. Физика плазмы». М.: ВИНИТИ, 1983. Т. 4. С. 5-47.
- Данилов Ю. А., Кузнецов Г. И. О некоторых точных решениях уравнений Янга-Миллса // В сб. «Проблемы физики высоких энергий и квантовой теории поля». VII семинар. ИФВЭ. Протвино, июль 1984 г. Т. 2. С. 38-43.
- Danilov Yu. A., Kuznetsov G. I. Nonlinear equations and differential invariants // Proceedings of the Second Zvenigorod Seminar on Group Theoretical Methods in Physics. Zvenigorod, USSR, 24-26 November 1982. Harwood Academic Publishers Chur, London, Paris, N.Y., 1985.
- Данилов Ю. А., Кадомцев Б. Б. Синергетика: идеи, методы, надежды // УМН. 1985. Т. 40, вып. 2 (242). С. 215.
- Danilov Yu.A. On a method of finding exact solutions of equations of mathematical physics // In: Group Theoretical Methods in Physics. Proceedings of the Third Yurmala Seminar. Yurmala, USSR, 22-24 May 1985.
- Данилов Ю. А. Регуляторные и стохастические режимы в цепочках нелинейных осцилляторов // III Международный семинар «Теоретико-групповые методы в физике», 1985.
- Данилов Ю. А. Об одном методе нахождения точных решений уравнений математической физики // В сб. «Теоретико-групповые методы в физике». Труды третьего семинара. Юрмала, 22-24 мая 1985 (Отв. ред. М. А. Марков). М.: Наука, 1986. Т. 2. С. 355—360.
- Данилов Ю. А., Климонтович Ю.&nbsp;Л. Сложные системы — операционные подходы в нейробиологии, физике и вычислительных устройствах (рецензия на кн. Complex Systems. Operational Approaches in Neurobiology, Physics and Computers (Ed. by H. Haken). Berlin: Springer, 1985.) // Новые книги за рубежом. 1987. № 1. С. 6-11.
- Данилов Ю. А., Сафонов В. Л. Использование свойств равномерной аппроксимации функций в тригонометрическом базисе для расчёта интегралов, сумм и для обработки экспериментальных данных. М., препринт ИАЭ-4381/1. М.: ЦНИИАтоминформ, 1987. 12 с.
- Данилов Ю. А., Сафонов В. Л. К теории сверхпроводимости в двойникованных структурах // Сверхпроводимость: физика, химия, техника. Сентябрь 1988. Вып. 4. С. 76-78.
- Danilov Yu.A., Safonov V.L. Phenomenological theory of localized superconductivity in systems with twinning // Physica. 1988. № 153—155. P. 683—684.
- Данилов Ю. А. Модели полностью развитого хаоса // 2-я Дальневосточная школа-семинар «Физика-химия твёрдого тела». Благовещенск, 1988. Т. 1. С. 211—212.
- Данилов Ю. А., Братковский А. М., Кузнецов Г. И. Квазикристаллы // Физика металлов и металловедения. 1989. Т. 68, № 6. С. 1045—1096.
- Danilov Yu.A. Nonlinear Dynamics: Poincaré and Mandelstam // In: Nonlinear Waves. 1. Dynamics and evolution. Springer-Verlag, Berlin, Heidelberg, N.Y., 1989. P. 2-13.
- Данилов Ю. А. Нелинейная динамика: Пуанкаре и Мандельштам // В сб. «Нелинейные волны. Динамика и эволюция». М.: Наука, 1989. С. 5-15.
- Данилов Ю. А., Морозов А. В. Некоторые фундаментальные нелинейные модели математической физики // В сб. «Рассеяние, реакции, переходы в квантовых системах и методы симметрии». Обнинск, 1991. С. 128—133.
- Danilov Yu.A. Classic writings from the history of science. Plutarch: Concerning the face which appears in the orb of the moon // Quantum. 1992. March/April. P. 42-47.
- Danilov Yu. A. A wrinkle in reality. Lobachevsky: New elements of geometry with a complete theory of parallels // Quantum. 1992. July/August. P. 44-48.
- Danilov Yu. A. The «assayer» weighs the facts // Quantum. 1992. November/December. P. 43-45.
- Данилов Ю. А. Уравнение Пенлеве // Физическая энциклопедия. Т. 3. М.: Большая Российская энциклопедия, 1992. С. 553.
- Данилов Ю. А. Ньютон и Бентли // ВИЕТ (Вопросы истории естествознания и техники). 1993. № 1. С. 30-32.
- Danilov Yu. A. The problem book of Anania of Shirak // Quantum. 1993. March/April. P. 42-48.
- Данилов Ю. А., Рожков А. В., Сафонов В. Л. О возможности геометрического описания квазичастиц в анизотропных средах. М., препринт ИАЭ-5776/1. М.: Российский научный центр «Курчатовский институт», 1994.
- Danilov Yu. A. Mathematische Grundlaender Chaostheotie // Bronstein-Semendjaew, Musiol-Muhlic. Taschenbuch der matematik. Verlag Harri Deutsch, Thun und Frankfurt am Main, 1995. S. 17.
- Danilov Yu. A., Rozhkov A. V., Safonov V. L. Possibility of geometric description of quasiparticles in solids // International J. of Modern Phys. B. 1996. Vol. 10, № 7. P. 777—791.
- Danilov Yu. A. Harmonie und Astrologie bei Kepler // In: Wissenschaftliche und Au erwissenschaftliche. Denkformen-Moskau, 1996. P. 261—273.
- Данилов Ю. А. Астрологический «Тетрабиблос» // В сб. «Знание за пределами науки». М.: Республика, 1996. С. 131—133.
- Данилов Ю. А. Гармония и астрология в трудах Кеплера // В сб. «Научные и вненаучные формы мышления». М., 1996. С. 266—278. (Институт философии РАН. Центр по изучению немецкой философии и социологии.)
- Данилов Ю. А. Красота фракталов // Московский синергетический форум. М., 1996. С. 183—187.
- Данилов Ю. А. Льюис Кэрролл как нелинейное явление // Химия и жизнь. 1997. № 5. С. 11-14.
- Аршинов В. И., Данилов Ю. А., Тарасенко В. В. Методология сетевого мышления: феномен самоорганизации // В сб. «Онтология и эпистемология синергетики». М.: ИФ РАН, 1997. С. 101—117.
- Данилов Ю. А. Красота фракталов // II International Conference «Nonlinear World: Mathematics and Art». M., 1997. P. 70-72.
- Данилов Ю. А. Синергетический подход к изучению языка: возможности, ограничения и опасности // Философия науки, вып. 3. М.: ИФ РАН, 1997. С. 213—216.
- Данилов Ю. А. Фрактальный подход при изучении физики неупорядоченных сред // В сб. «Синергетика и образование». М.: Гнозис, 1997. С. 41-46.
- Danilov Yu. A., Preobrazhensky V.B., Grebenkin A.P., Shabanov S.Yu. // Synthetic Metals. 1999. Vol. 103. P. 2608—2609.
- Данилов Ю. А. Случайные фракталы и их применение для моделирования реальных сред и процессов // В сб. «Шумовые и деградационные процессы в полупроводниковых приборах». Материалы докладов международного научно-технического семинара. М.: МЭИ, 1999. С. 5-14.
- Данилов Ю. А. Вольфганг Паули, Иоганн Кеплер и Карл-Густав Юнг // В сб. «Исследования по истории физики и механики». М.: Наука, 2000. С. 24-32.
- Данилов Ю. А. Красота фракталов // В сб. «Синергетическая парадигма. Многообразие поисков и подходов». М.: Прогресс-Традиция, 2000. С. 183—187.
- Данилов Ю. А. Неэйнштейновская диффузия // В сб. «Шумовые и деградационные процессы в полупроводниковых приборах». Материалы международного научно-технического семинара. М.: МЭИ, 2000. С. 16-19.

## Науково-популярні праці
- Данилов Ю. А. (ученик 135-й школы Москвы). Личинка стрекозы, улитки и физика // Пионерская правда, 25 сентября 1951 г., № 97 (3476). С. 3.
- Данилов Ю. А. Кэрролл Л. История с узелками (задачи для больших и маленьких) (пер. с англ) // Пионер. 1973. № 1. С. 72-75; № 3. С. 62-63.
- Данилов Ю. А. Логика в стране чудес // Знание&nbsp;— сила. 1973. № 12. С. 26-29.
- Данилов Ю. А. Как вы справились с домашним заданием? // Знание — сила. 1974. № 5. С. 47.
- Данилов Ю. А. Льюис Кэрролл в России // Знание — сила. 1974. № 9. С. 44-47.
- Данилов Ю. А. Тот, кто выдумал «Алису» // Комсомольская правда, 21 сентября 1974 г., № 220 (15115). С. 4.
- Данилов Ю. А. Льюис Кэрролл и его «Восемь или девять мудрых слов о том, как писать письма» // Знание — сила. 1975. № 2. С. 46-48.
- Данилов Ю. А. Кэрролл Л. Пища для ума (пер. с англ.) // Природа. 1975. № 5. С. 125—128.
- Данилов Ю. А. Их было семеро. Кросс-намбер // Квант. 1976. № 5. С. 80-81.
- Данилов Ю. А. Возлюбив искусство числительное // Знание — сила. 1976. № 9. С. 47-48.
- Данилов Ю. А. Головоломки художника Громова // Квант. 1977. № 2. С. 39-42.
- Данилов Ю. А. Групповые свойства уравнения Буссинеска. М., препринт ИАЭ-2928. 1977, 6 с.
- Данилов Ю. А. Стомахион // Квант. 1978. № 8. С. 50-53.
- Данилов Ю. А., Смородинский Я. А. Физик читает Кэрролла // Кэрролл Л. Приключения Алисы. Сквозь зеркало и что там увидела Алиса, или Зазеркалье. М.: Наука, 1978. С. 266—274.
- Данилов Ю. А. Льюис Кэрролл и его письма к детям // Природа. 1979. № 7. С. 124—128.
- Данилов Ю. А. Забытое старое // В мире книг. 1981. № 6. С. 20-21.
- Данилов Ю. А. Нелинейность // Знание — сила. 1982. № 11. С. 34-36.
- Данилов Ю. А. Великие мгновения в истории математики (рецензия) // Новые книги за рубежом. 1983. № 8. С. 7.
- Данилов Ю. А. Портрет Ньютона в реалистической манере (рецензия на кн. В. Кравцова «Ньютон») // Природа. 1989. № 6. С. 123—124.
- Данилов Ю. А. От мозаик Пенроуза до надёжных шифров и возвращение доктора Матрикса (рецензия) // Новые книги за рубежом. 1989. С. 20-21.
- Данилов Ю. А. Льюис Кэрролл и его задачи // Квант. 1990. № 10. С. 37-39.
- Данилов Ю. А. Джон фон Нейман. М.: Знание, 1990. Серия «Математика, кибернетика». 46 с.
- Данилов Ю. А. Последний семинар // В сб. «Воспоминания об академике М. А. Леонтовиче». М.: Наука, 1990. С. 260—262.
- Данилов Ю. А. Приглашение на Хофштадтера // Знание — сила. 1991. № 9. С. 1-12.
- Данилов Ю. А. Предисловие к кн. Л. Кэрролл «Логическая игра». М.: Наука, 1991. С. 3-6.
- Данилов Ю. А. Весёлая логика абсурда // «Первое сентября» 29 апреля 1993 г.
- Данилов Ю. А. Фрактальность // Знание — сила, 1993, № 5. С. 94-100.
- Данилов Ю. А. На далёких Гёделевых островах // Знание — сила. 1994. № 1. С. 112—117.
- Данилов Ю. А. Рубрика «Волшебный фонарь» // Знание — сила. 1994. № 9. (квазикристаллы)
- Данилов Ю. А. К читателю серии «Занимательная наука» // Перельман Я. И. Живая математика, Математические рассказы и головоломки. М.: Изд-во Русанова, 1994 (Synopsis. Аннотация, IV страница).
- Данилов Ю. А. К читателям серии «Знания. Наука» // Перельман Я. И. Занимательная арифметика. Загадки и диковинки в мире чисел. М.: Изд-во Русанова, 1994.
- Данилов Ю. А. Льюис Кэрролл как нелинейное явление // Прикладная нелинейная динамика (Саратов). 1996. № 1. С. 119—125.
- Данилов Ю. А. Подпись к портрету А. Д. Сахарова // Вопросы истории естествознания и техники. 1996. № 2.
- Данилов Ю. А. Астрологический «Тетрабиблос» // В сб. «Знание за пределами науки». М.: Республика, 1996. С. 131—133.
- Данилов Ю. А. Гармония и астрология в трудах Кеплера // В сб. «Научные и вненаучные формы мышления». М., 1996. С. 266—278. (Институт философии РАН. Центр по изучению немецкой философии и социологии.)
- Данилов Ю. А. Последний семинар // В сб. «Воспоминания об академике М. А. Леонтовиче». М.: Физматлит. 1996. С. 406—408.
- Данилов Ю. А. Предисловие к публикации доклада президента Будапештского клуба Vivos voco // ВИЕТ. 1997. № 4. С. 80-81.
- Данилов Ю. А. Льюис Кэрролл как нелинейное явление // Химия и жизнь. 1997. № 5. С. 11-14.
- Данилов Ю. А. О книге и её авторе // Перельман Я. И. Весёлые задачи. Двести головоломок для юных математиков. М.: Изд-во Русанова, Пилигрим, 1997. С. 277—278.
- Данилов Ю. А. О книге и её авторе // Успенский Л. Слово о словах. М.: Изд-во Русанова, Пилигрим, 1997. С. 409—410.
- Данилов Ю. А. Признание в любви на казённом бланке // В сб. «Исаак Константинович Кикоин: Воспоминания современников». Изд. 2-е. М.: Наука, 1998.
- Данилов Ю. А. Мы будем знать! // Знание — сила. 1998. № 1. С. 54 (перевод доклада Давида Гильберта «Познание природы и логика». С. 55-62).
- Данилов Ю. А. Наш друг Льюис Кэрролл // Знание — сила. 1998. № 1. С. 99-101.
- Данилов Ю. А. В поисках гармонии мира. Космографическая тайна // Химия и жизнь. 1998. № 11.
- Данилов Ю. А. В поисках гармонии мира. В храме музы Урании // Химия и жизнь. 1998. № 12. С. 44-47.
- Данилов Ю. А. Рубрика «Волшебный фонарь». Математика в картинках // Знание — сила. 1998. № 1-12
- Данилов Ю. А. В поисках гармонии мира // Химия и жизнь. 1999. № 1. С. 27-29.
- Данилов Ю. А. Что такое занимательная наука // Семья и школа. 1999. № 3. С. 48-49.
- Данилов Ю. А. Игры с кубом. Платоновых вызывающе мало // Семья и школа. 1999. № 4. С. 46-47.
- Данилов Ю. А. Корона Гиерона. Почти по Артуру Конан Дойлу // Семья и школа. 1999. № 5-6. С. 64-65.
- Данилов Ю. А. Не верь глазам своим // Семья и школа. 1999. № 7-8. С. 65-67.
- Данилов Ю. А. Соло для часов // Семья и школа. 1999. № 9. С. 44-45.
- Данилов Ю. А. Под стук колёс // Семья и школа. 1999. № 10. С. 48-49.
- Данилов Ю. А. Новый наряд короля // Семья и школа. 1999. № 11-12. С. 48-49.
- Данилов Ю. А. Рубрика «Волшебный фонарь». Математика в картинках // Знание — сила. 1999. № 1-12 (закон Бернулли, формы капли на раскалённой поверхности, встречная проходка туннеля, о квадратуре круга, квадрат в квадрате, циклоидальный маятник, пустота в пустоте).
- Данилов Ю. А. Рубрика «Что нам 9-ка?»: 1209 год. Кембридж. № 2-3. С. 126—127; 1609 год. У колыбели новорождённой. № 2-3. С. 126—127; Наш Пушкин. № 5-6. С. 129; 1749 год. Цепь соображений, выражающая порядок идей. № 5-6. С. 127—128; Начало пути. № 7-8. С. 126—127; Из чего состоят звёзды? № 9-10. С. 127—128; Философский камень Резерфорда. № 11-12. С. 126—127 // Знание — сила. 1999.
- Данилов Ю. А. Математические начала натуральной философии. С. 133—140; Джеймс Клерк Максвелл. С. 140—146; Русские переводы «Начал» (доп. очерк). С. 139; Неожиданная находка. С. 139; Генри Кавендиш (совм. с Ю. Строгановым). С. 145; Конгрессы, конференции и съезды. С. 185; Как физики познают мир. С. 289—294; Открытие с помощью компьютера. С. 291; Принципы физики. С. 292. // Энциклопедия для детей. Т. 16. Физика. Ч. 1. М.: Аванта+, 2000.
- Данилов Ю. А. Синергетика: в поисках языка междисциплинарного общения // Философские исследования. 2000. Вып. 1 (26). С. 27-29.
- Данилов Ю. А. Новогодняя сказка почти по Гансу Христиану Андерсену // Семья и школа. 2000. № 1. С. 46-47.
- Данилов Ю. А. Жизнь и открытия Майкла Фарадея. С. 39-44; Уильям Гильберт. С. 15; Бенджамин Франклин. С. 18; Роберт Эндрюс Милликен. С. 24; Густав Роберт Кирхгоф. С. 27; Алессандро Вольта. С. 31; Ханс Кристиан Эрстед. С. 33; Пётр Николаевич Лебедев. С. 54; Николай Алексеевич Умов. С. 56; Сэр Исаак Ньютон «Оптика, или Трактат об отражениях, преломлениях и цветах света». С. 60; Томас Юнг. С. 61; Джон Арчибальд Уилер. С. 132; Стивен Уильям Хокинг. С. 148; Юлиус Роберт Молдер. С. 185; Джеймс Прескотт Джоуль. С. 186; Герман Людвиг Фердинанд фон Гельмгольц. С. 188; Рудольф Клаузиус. С. 191; Уильям Томсон Гиббс. С. 208; Людвиг Больцман. С. 210; Макс Планк. С. 216; Луи де Бройль. С. 229; Эрвин Шрёдингер. С. 231; Вернер Гейзенберг. С. 235; Арнольд Зоммерфельд. «Строение атома и спектры». С. 238; Вольфганг Паули. С. 239; Н. Г. Басов, A.M. Прохоров и Ч. Таунс. С. 247; Яков Ильич Френкель. С. 282; Антуан Анри Беккерель. С. 290; Пьер и Мария Кюри. С. 290; Эффект Черенкова-Вавилова. С. 292; Андрей Дмитриевич Сахаров. С. 296; Ричард Фейнман. С. 316; Энрико Ферми. С. 339; Абдус Салам. С. 341; Стивен Вайнберг. С. 342; Вездесущая нелинейность. С. 358—361; Фазовое пространство. С. 378; Леонид Исаакович Мандельштам. С. 380; Николай Николаевич Боголюбов (совместно с В. Шелестом). С. 390—391; Что такое синергетика. С. 397—400. // Энциклопедия для детей. Т. 16. Физика. Ч. 2. М.: Аванта+, 2000, 432 с.
- Данилов Ю. А. О треугольниках и квадратах // Семья и школа. 2000. № 2. С. 44-45.
- Данилов Ю. А. Необыкновенная арифметика // Семья и школа. 2000. № 3. С. 44-45.
- Данилов Ю. А. Перестановки без остановки // Семья и школа. 2000. № 4. С. 46-47.
- Данилов Ю. А. Братцы-кролики // Семья и школа. 2000. № 5-6. С. 60-61.
- Данилов Ю. А. Чистая доска (Tabula rasa) // Семья и школа. 2000. № 7-8. С. 60-61.
- Данилов Ю. А. Штрихи к двойному портрету // Семья и школа. 2000. № 9. С. 48.
- Данилов Ю. А. Синергетика лицом к человеку // В сб. «Причудливый мир науки». Саратов: Изд-во ГосУНЦ «Колледж», 2004. С. 62-64.
- Данилов Ю. А. Синергетика — наука о самоорганизации // там же. С. 65-71.
- Данилов Ю. А. Сложность // там же. С. 72-75.
- Данилов Ю. А. Джеймс Клерк Максвелл // там же. С. 118—128.
- Данилов Ю. А. Майкл Фарадей // там же. С. 129—137.
- Данилов Ю. А. Гармония и астрология в трудах Кеплера // там же. С. 138—149.

## Укладання книг
- Гарднер М. Математические новеллы. М.: Мир, 1974.
- Штейнгауз Г. Задачи и размышления. М.: Мир, 1974.
- Эббот Д., Бюргер Д. Флатландия. Сферландия. М.: Мир, 1976.
- Избранные задачи из журнала «American Mathematical Monthly». М.: Мир, 1976.
- Лайтман А., Пресс В., Прайс Р., Тюкольски С. Сборник задач по теории относительности и гравитации. М.: Мир, 1979.
- Физика за рубежом'82. М.: Мир 1982.
- Гарднер М. Математический цветник. М.: Мир, 1983.
- Физика за рубежом'83. М.: Мир, 1983.
- Синергетика (Под ред. Б. Б. Кадомцева). М.: Мир, 1984.
- Гарднер М. А ну-ка догадайся! М.: Мир, 1984.
- Физика за рубежом'84. Сер. Б (преподавание). М.: Мир, 1984.
- Физика за рубежом'84. Сер. А (исследования). М.: Мир, 1984.
- Физика за рубежом'85. Сер. А (исследования). М.: Мир, 1985.
- Физика за рубежом'86. Сер. А (исследования). М.: Мир, 1986.
- Физика за рубежом'86. Сер. Б (преподавание). М.: Мир, 1986.
- Галилео Галилей. Пробирных дел мастер. М.: Наука, 1987.
- Кирхгоф Г. Р. Избранные труды. М.: Наука, 1988.
- Вейль Г. Математическое мышление. М.: Наука, 1989.
- Гейзенберг В. Избранные труды. М.: УРСС, 2001.